# 証券日刊
証券日刊（しょうけんにっかん）は、1958年創業の証券日刊新聞社によって発行されていた株式市況専門の日刊紙(証券専門紙)。創刊は1959年で、経営難から2008年9月30日をもって廃刊となった。

## 本社
- 東京本社　〒103-0016 東京都中央区日本橋小網町18-4 TEL:03-3668-2853

## 支社
- 大阪支社　〒553-0003 大阪市福島区福島7-17-18 第一印刷出版新聞工場5階
- 名古屋支社　〒460-0008 名古屋市中区栄3-9-13

## 歴史
- 1958年 10月、株式会社日本証券新聞大阪支局として設立
- 1959年 4月、日本証券新聞「関西版」として創刊
- 1960年 3月、中日新聞と販売提携、東海地区の販売促進を図る
- 1960年 8月、大阪周辺の各ターミナル売店で朝夕刊の即売を開始
- 1961年 5月、読売新聞と販売提携、早朝戸別配達を実施
- 1961年 10月、鉄道弘済会の売店でも、朝夕刊の即売を開始
- 1970年 4月、社名を「株式会社日本証券新聞大阪支局」から「株式会社証券日刊新聞社」に変更。新聞タイトルも「日本証券新聞関西版」から「証券日刊」に改め、全国紙として飛躍体制を図る。また東京支社を開設、関東地区での早朝戸別配達を、読売新聞を通じて実施。
- 1971年 10月、名古屋に中部総局を開設
- 1976年 2月、創刊5000号記念号を発行
- 1977年 4月、東京支社を、規模拡大に伴い、「東京本社」に昇格
- 1979年 2月、コンピュータを導入。各取引所と直結し相場表紙面を一段と充実
- 1986年 8月、創刊8000号記念号を発行
- 2008年 9月11日、ホームページ閉鎖
- 2008年 9月30日、証券日刊廃刊

## 関連会社
- 読売新聞グループ本社
- 報知新聞社（スポーツ報知） - 印刷所

元々、日本証券新聞からの流れ・つながりで読売新聞の専売所（現・「読売YC」）を通して宅配を受け付けていたほか、報知新聞社に印刷を委託してもらっていた。